# Andrzej Kwiek
Andrzej Kwiek (* 1. Juni 1916 in Warszawa, Königreich Polen; † 17. August 1953 in Poznań, Volksrepublik Polen) war ein polnischer Astronom und Entdecker eines Asteroiden.

## Leben und Wirken
In Poznań studierte er Astronomie und Mathematik und war während seines Studiums von 1935 bis 1937 Assistent am Astronomischen Observatorium der Adam-Mickiewicz-Universität. Dort beobachtete er Asteroiden, Kometen und Veränderliche Sterne. Kwiek war Mitglied der Polnischen Astronomischen Gesellschaft und ab 1948 Assistent des Astronomischen Observatorium der Adam-Mickiewicz-Universität in Poznań. Andrzej Kwiek ist in Poznań begraben.
| Asteroid        | Asteroidentyp            | Entdeckungsdatum                         | Provisorische Bezeichnung(en)                                                                        |
| --------------- | ------------------------ | ---------------------------------------- | --- |
| (1572) Posnania | Äußerer Asteroidengürtel | 22. September 1949 (mit Jerzy Dobrzycki) | 1949 SC; 1929 CJ; 1933 WN; 1933 YB; 1938 QH; 1949 QE2; 1949 TD; 1949 YK; 1951 AO1; 1952 FN1; A908 EC |